# Poblado ibérico del Pico de los Ajos
El Poblado ibérico del Pico de los Ajos es un yacimiento arqueológico situado en el término municipal de Yátova (Valencia). El poblado fue conocido arqueológicamente en 1949 a través de un trabajo de Nicolau Primitiu Gómez Serrano en el que se describe la presencia de construcciones, material cerámico y monetario. Trabajos posteriores pusieron de manifiesto la importancia del enclave y el fuerte proceso de expoliación que ha venido sufriendo. Fue declarado bien de interés cultural como zona arqueológica con código 46.18.261-004 y fecha de resolución de 24 de noviembre de 1980.
El yacimiento se encuentra en la cima de la Sierra Martés a 1086 metros sobre el nivel del mar, junto al río Magro, dentro del término municipal de Yátova, municipio en el que además se localizan otros cuatro yacimientos iberos muy cercanos entre sí Puntal del Viudo, Collado del Viudo, El Peñón y Peñón de Mijares. Se trata de un poblado íbero de tipo oppidum de unas 7 hectáreas de superficie que ocupan dos mesetas contiguas unidas por un estrecho istmo en el que se ha constatado la presencia de una cisterna. La extensión de la zona poblada ha podido ser establecida en unas 2,15 hectáreas en dos zonas, una en cada meseta, que son las zonas en las que se conservan los restos cerámicos.
Según han puesto de manifiesto las prospecciones superficiales llevadas a cabo en el lugar a través del centro del poblado debió discurrir una calle principal a cuyos lados se disponían las viviendas alineadas y de las que se conservan algunos muros. Los principales elementos arquitectónicos presentes son los defensivos. Destaca la muralla, presente todo su perímetro, más robusta en su ladera sudeste por ser ésta la menos escarpada y más accesible. En esta zona sudeste la muralla se completaba con una torre adelantada de 26 m² de superficie. De esta torre se conservan sus cuatro lienzos muy deteriorados así como el zócalo de una altura máxima de 1,8 metros sobre el que se hallaba construida. Frente a la torre se ha localizado un foso con sección en V tallado sobre geológico de 6,25 metros de longitud, de entre 5 y 2,8 metros de anchura y de entre 2 y 3 metros de profundidad accesible desde el exterior por algún tipo de pasarela de madera según se ha deducido por la presencia de los anclajes tallados. El foso habría cumplido también la función de cantera para el resto de las construcciones. Desde el acceso a través del foso hasta la puerta principal de la muralla discurría un estrecho camino paralelo a las defensas de tal modo que reforzaba el control del paso. Este modelo se encuentra ampliamente representado en otros poblados iberos del levante peninsular.
Por los materiales cerámicos presentes se ha establecido que el enclave tuvo su plena funcionalidad en el siglo IV a. C. para ir perdiendo importancia hasta que en el siglo I a. C. es abandonado. El poblado debió representar en su momento uno de los principales elementos de articulación de la zona adyacente gracias a la cercanía del valle del río Magro que funcionaba de vía de comunicación con los asentamientos de Requena, Kelin y Muela de Arriba. Controlaba una zona muy fértil y fácilmente defendible estableciendo además contacto visual con el poblado fortificado de Cerro Santo, situado a 12 kilómetros. La pujanza económica de sus habitantes se pone de manifiesto por la presencia de gran cantidad de cerámica de importación ática y fenicia, cerámicas iberas de notable calidad como el Vaso de los hipocampos o documentos de carácter administrativo-judicial como las inscripciones plúmbeas escritos en alfabeto ibérico oriental (conocidos como Plomos del Pico de Los Ajos).